# Електричне збагачення корисних копалин
Електричне збагачення корисних копалин (рос. электрическое обогащение полезных ископаемых, англ. electric mineral processing, electric mineral preparation; нім. elektrische Aufbereitung f, sortieren im elektrischen Feld n der nutzbaren Mineralien pl) — метод збагачення корисних копалин в електричному полі, оснований на відмінностях електрофізичних властивостей компонентів, що розділяються: електропровідності, діелектричної проникності та трибоелектростатичного ефекту (сприйнятливості речовини до електризації через дотик).

## Вступ
За електропровідністю ефективно розділяються речовини-провідники або напівпровідники від непровідників; трибоелектичний спосіб найпридатніший для розділення речовин, що мають близьку електропровідність; за діелектричною проникністю доцільно розділяти компоненти корисних копалин, які різко відрізняються за цим показником, наприклад, метали, сульфідні руди, графіт — від неметалів.
Застосовується також для розділення матеріалів за крупністю (класифікацією) та знепилення.
Область застосування — зернисті сипучі матеріали крупністю 3-0,05 мм.
Найбільш широко Е.з.к.к. використовується при дозбагаченні чорнових концентратів рідкісних металів.
Крім того, Е.з.к.к. застосовується при збагачуванні залізних руд, фосфорних, калійних, кварцових, магнезитових, баритових, азбестових та ін. руд.

## Історія впровадження
Електрична сепарація запропонована у 1870 р. у США. В промисловості вперше метод застосовано на початку ХХ ст. в США (1901 р. — Блек, Моршер, 1905 р. — Гуфф). В Україні метод, зокрема, знайшов застосування на Вільногорський МК для доводки комплексних титаноцирконових гравітаційних концентратів.
Сьогодні електрична сепарація застосовується для доводки чорнових концентратів алмазних і рідкіснометалічних руд: титан-цирконієвих, тантало-ніобієвих, олов'яно-вольфрамових, рідкісно-земельних (монацит-ксенотимових). Менш поширена електрична сепарація гематитових руд, кварцу і польового шпату, збагачення калійних (сильвінітових) руд, вилучення вермікуліту та ін.

## Загальний опис
Для збагачення корисних копалин, а також розділення за крупністю (електрокласифікація) використовують різні електрофізичні властивості: електропровідність, діелектричну проникність, поляризацію тертям, нагріванням та ін. У залежності від способу утворення на частинках заряду і його передачі у процесі електричної сепарації розрізняють електростатичну, коронну, діелектричну, трибоадгезійну сепарації.
При електростатичній сепарації розділення проводиться у електростатичному полі, частинки заряджаються контактним або індукційним способом. Розділення за електропровідністю відбувається при зіткненні частинок з електродом (наприклад, зарядженою поверхнею барабана; електропровідні частинки при цьому отримують однойменний заряд і відштовхуються від барабана, а неелектропровідні не заряджаються). Утворення різнойменних зарядів можливе при розпиленні, ударі або терті частинок об поверхню апарата (трибоелектростатична сепарація). Вибіркова поляризація компонентів суміші можлива при контакті нагрітих частинок з холодною поверхнею зарядженого барабана (піроелектрична сепарація).
Коронна сепарація проводиться у полі коронного розряду, частинки заряджаються йонізацією. Коронний розряд створюється в повітрі між електродом у вигляді вістря або дроту і заземленим електродом, наприклад, барабаном; при цьому провідні частинки віддають свій заряд заземленому електроду. Частинки також можуть заряджатися йонізацією, наприклад, радіаційною.
Діелектрична сепарація проводиться за рахунок пондеромоторних сил в електростатичному полі; при цьому частинки з різною діелектричною проникністю рухаються за різними траєкторіями.
Трибоадгезійна сепарація базується на відмінностях в адгезії частинок після їх електризації тертям. Тертя реалізується при транспортуванні частинок по спеціальній підкладці, в киплячому шарі при зіткненні частинок одна з одною. Можливі комбіновані процеси електричної сепарації: коронно-електростатичний, коронно-магнітний та ін. Відносно мала поширеність процесу. пояснюється її високою енергоємністю, необхідністю експлуатації складного високовольтного обладнання (напругою 20-60 кВ), а також вимогами до ретельного попереднього просушування матеріалу, що важко забезпечити на збагачувальних фабриках.
За продуктивністю, економічними та технологічними характеристиками процес електричного збагачення конкурує з флотацією. Економіко-екологічні оцінки фахівців (В. В. Кармазін), показують, що в майбутньому, в зв'язку з дефіцитом прісної води, роль електричних методів збагачення буде зростати.